# عمود الحلاق

عرض برمجي لعمود الحلاق الدوار

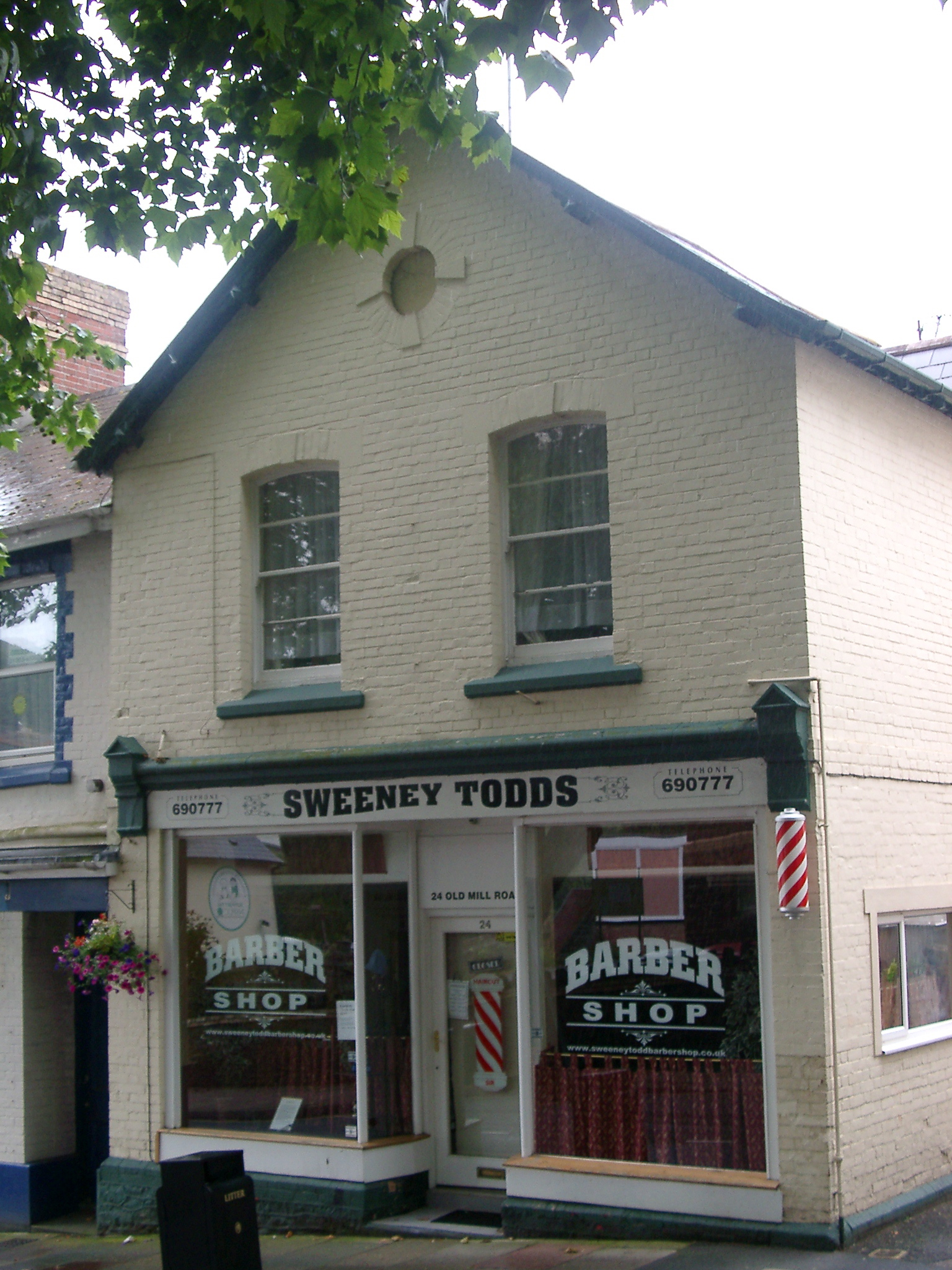
محل حلاقة في توركواي، ديفون، إنجلترا، ذو قطب أحمر وأبيض

عمود الحلاق هو نوع من اللافتات التي يستخدمها الحلاقون للدلالة على المكان أو المحل الذي يؤدون فيه حرفتهم. العلامة التجارية، وفقًا لتقليد يعود تاريخه إلى العصور الوسطى، عبارة عن طاقم أو عمود به حلزون من الخطوط الملونة (غالبًا ما يكون باللونين الأحمر والأبيض في العديد من البلدان، ولكن عادةً ما يكون باللون الأحمر والأبيض والأزرق في الولايات المتحدة). قد يكون العمود ثابتًا أو قد يدور، غالبًا بمساعدة محرك كهربائي.